# Bardigiano
De Bardigiano is een ponyras uit de Italiaanse Apennijnen dat naar alle waarschijnlijkheid afstamt van ongeveer dezelfde voorouders als de Haflinger en de Avelignese.

## Kenmerken
Het is een typische bergpony met een stevige bouw. Het ras kenmerkt zich door ronde lijnen, kleine oren en een korte rug. De hals is zwaar en sterk gebogen. De schouders kunnen wat steil zijn. De dieren hebben een vacht in de kleuren zwart en bruin, eventueel met wat aftekeningen. De pony's worden doorgaans niet hoger dan 1.32 meter. Ze zijn, zoals het een echte bergpony betaamt, erg vast ter been en nauwelijks van hun stuk te brengen. De werkpaarden werden gebruikt voor trektochten in de bergen en voor landbouw op steile hellingen. In het begin van de jaren 70 van de 20e eeuw werd dit ras op het nippertje voor uitsterven behoed. Tegenwoordig wordt het onder de aandacht gebracht als een geschikte rijpony voor kinderen.

## Afbeeldingen

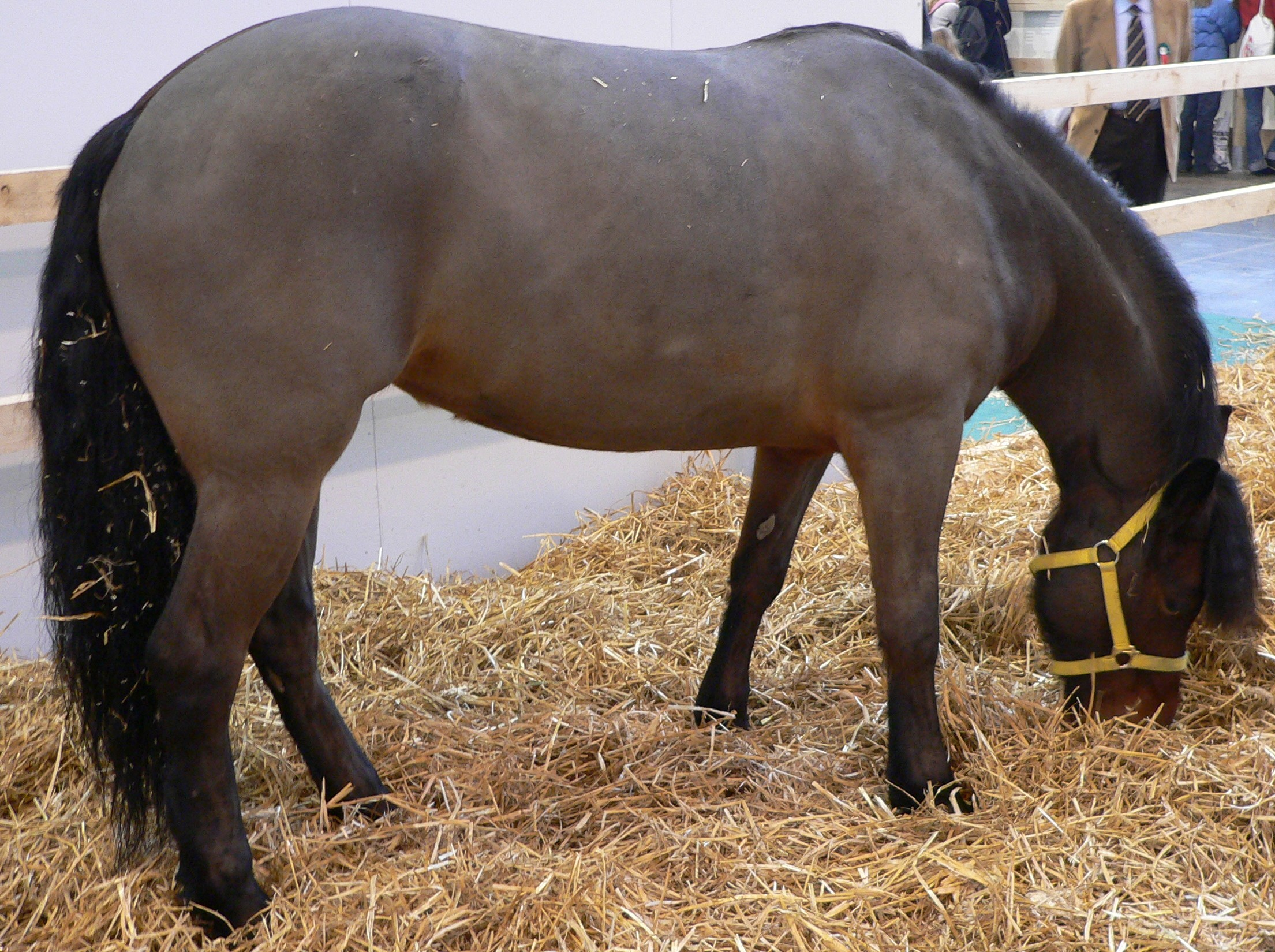
Een Bardigiano
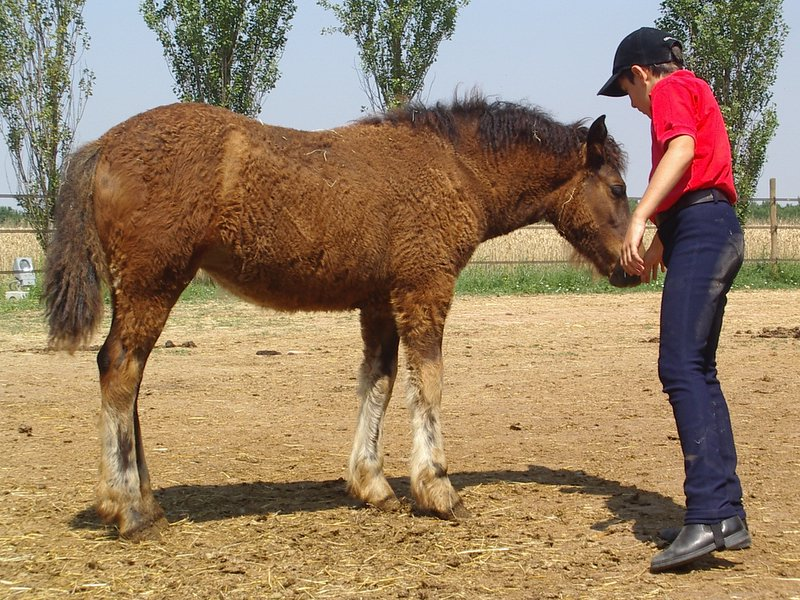
Bardigiano veulen
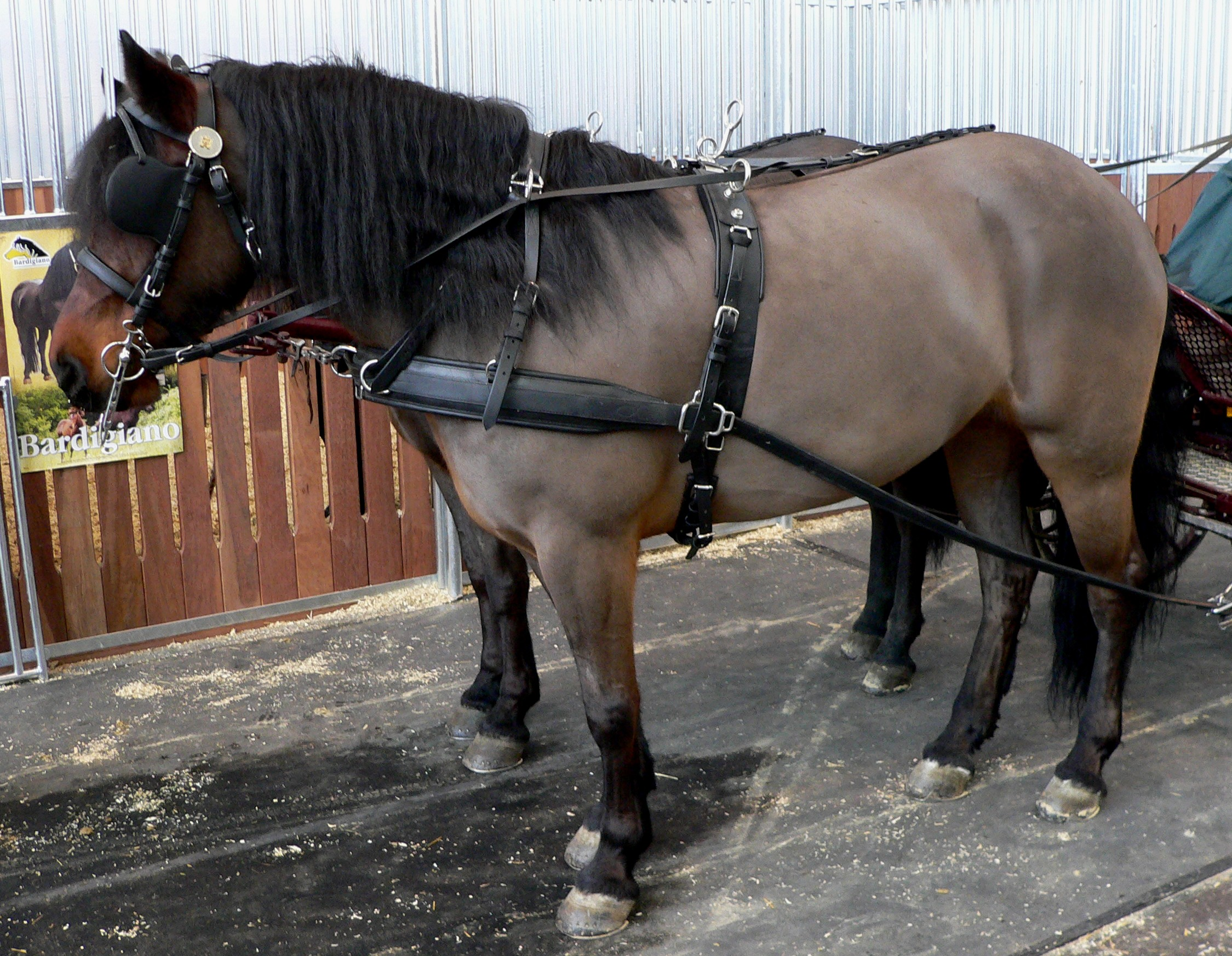
Aangespannen